# Kudó Sinicsi
Kudó Sinicsi (japán 工藤 新一, Kudō Shin'ichi) fiktív szereplő a Conan, a detektív című anime és manga-sorozatban. Más néven Jimmy Kudóként is ismert. Kudó középiskolai nyomozó, olyan eseteket segít megoldani a rendőrségnek, amit ők nem tudnak megoldani. Miután elfogták és arra kényszerítették, hogy megigyon egy APTX 4869-nevű mérget, az újra gyerekké változtatta őt. Ezután barátjával és szerelmével, Rachel Moore-ral és mint Edogawa Conan (江戸川 コナン, Edogawa Conan), aki segít apjának, Richardnak megoldani az ügyeket, remélve, hogy így rátalál arra az emberre, aki megitatta őt a méreggel.

## Személyisége
A sorozat elején Jimmy egy 17 éves diák a Teitan gimnáziumban. már akkor is ismert briliáns ifjú nyomozó, aki sok olyan ügyet oldott meg, amit a profik nem tudtak. Jimmy az író, Kudó Booker és a korábbi filmsztár, Kudó Vivian gyerekeként született. Nagyon intelligens, és korához képest is nagyon jó megfigyelő. Apja hatására falja a bűnügyi regényeket. Apja hatodikos kora óta vitte el őt bűnügyi helyszínekre, melyek inspirálták őt. Elméjén túl Jimmy tehetséges labdarúgó is. Arról is ismert, hogy nem tud énekelni, de jól bánik a hegedűvel, akárcsak példaképe, Sherlock Holmes. Beszél angolul is, ez akkor derült ki, amikor egy amerikai diplomatának tolmácsolt.
Jimmy barátja Rachel Moore, akit az óvoda óta ismer. Jimmyt nem érdekelte más lány. Miután Conanná vált, gyakran hívta fel Rachelt és elváltoztatta a hangját, hogy ne ijessze meg őt. Elmondta neki, hogy egy bonyolult ügyet kell megoldania, és akkor vissza tud térni hozzá. Jimmy szerelmes Rachelbe, de nem tudja érzéseit kimutatni felé.